# ژاک دوبوشه
ژاک دوبوشه (انگلیسی: Jacques Dubochet؛ زادهٔ ۸ ژوئن ۱۹۴۲) دانشمند زیست‌فیزیک اهل سوئیس و برنده جایزه نوبل شیمی سال ۲۰۱۷ است.